# 合相
合相是一个占星术当中用到的术语。它的含义是：从某个地方（通常是地球）看，天空中的两个天体距离很近，有时也称为天体的碰撞。
合相的符号是 ☌。